# Championnat d'Amérique du Sud masculin de volley-ball des moins de 19 ans 1984
Navigation
Édition précédente Édition suivante
Le 4e championnat d'Amérique du Sud masculin de volley-ball des moins de 19 ans s'est déroulé en 1984 à Santiago du Chili, Chili. Il a mis aux prises les trois meilleures équipes continentales.

## Équipes présentes
- Argentine
- Brésil
- Chili

## Classement final
| Place              | Équipe    |
| ------------------ | --------- |
| Médaille d'or      | Brésil    |
| Médaille d'argent  | Argentine |
| Médaille de bronze | Chili     |